# Hidrocenopiroclor
L'hidrocenopiroclor és un mineral de la classe dels òxids que pertany al grup del piroclor.

## Característiques
L'hidrocenopiroclor és un òxid de fórmula química (☐,Sb³⁺,Na)₂Nb₂O₆(H₂O). Va ser aprovada com a espècie vàlida per l'Associació Mineralògica Internacional l'any 2017, sent publicada per primera vegada un any després. Cristal·litza en el sistema isomètric.
Els exemplars que va servir per a determinar l'espècie, el que es coneix com a material tipus, es troben conservats al Museu Cantonal de Geologia de la Universitat de Lausanne, a Suïssa, amb els números de catàleg: mgl 080141 i 080142, i al Museu d'Història Natural de la Universitat de Pisa, a Itàlia.

## Formació i jaciments
Va ser descoberta a la pegmatita Antandrokomby, a Sahatsiho Ambohimanjaka (Amoron'i Mania, Madagascar). També ha estat descrita al districte miner de Dobšiná, a la regió de Košice (Eslovàquia). Aquests dos indrets són els únics de tot el planeta on ha estat descrita aquesta espècie mineral.